# Aristolochia ovalifolia
Aristolochia ovalifolia är en piprankeväxtart som beskrevs av Pierre Étienne Simon Duchartre. Aristolochia ovalifolia ingår i släktet piprankor, och familjen piprankeväxter. Inga underarter finns listade i Catalogue of Life.